# Iloczyn wektorowy
Iloczyn wektorowy – działanie dwuargumentowe przyporządkowujące parze wektorów 3-wymiarowej przestrzeni euklidesowej pewien wektor tej przestrzeni.
Niech {\displaystyle \mathbf {a} } i {\displaystyle \mathbf {b} } będą wektorami 3-wymiarowej przestrzeni euklidesowej z ustaloną bazą uporządkowaną {\displaystyle B.}
Iloczyn wektorowy {\displaystyle \mathbf {a} \times \mathbf {b} } wektorów {\displaystyle \mathbf {a} } i {\displaystyle \mathbf {b} } określa się następująco:
- jeżeli wektory {\displaystyle \mathbf {a} } i {\displaystyle \mathbf {b} } są liniowo zależne, to {\displaystyle \mathbf {a} \times \mathbf {b} =0,}
- jeżeli wektory {\displaystyle \mathbf {a} } i {\displaystyle \mathbf {b} } są liniowo niezależne, to {\displaystyle \mathbf {a} \times \mathbf {b} =\mathbf {c} ,} gdzie
  1. {\displaystyle \mathbf {c} } jest prostopadły zarówno do {\displaystyle \mathbf {a} } i {\displaystyle \mathbf {b} ,} tzn. {\displaystyle \mathbf {c} } jest wektorem normalnym do płaszczyzny wyznaczonej przez {\displaystyle \mathbf {a} } i {\displaystyle \mathbf {b} }
  2. długość wektora {\displaystyle \mathbf {c} } jest równa polu powierzchni równoległoboku wyznaczonego przez wektory {\displaystyle \mathbf {a} } i {\displaystyle \mathbf {b} }
  3. układ wektorów {\displaystyle \mathbf {a} ,\mathbf {b} ,\mathbf {c} } jest zorientowany zgodnie z bazą {\displaystyle B.}

Wynik działania w sposób istotny zależy od doboru bazy przestrzeni. W przypadku, gdy baza trójwymiarowej przestrzeni kartezjańskiej nie jest sprecyzowana, przyjmuje się za {\displaystyle B} bazę kanoniczną złożoną z wektorów
{\displaystyle \mathbf {i} ={\begin{bmatrix}1\\0\\0\end{bmatrix}},\;\mathbf {j} ={\begin{bmatrix}0\\1\\0\end{bmatrix}},\;\mathbf {k} ={\begin{bmatrix}0\\0\\1\end{bmatrix}}.}

## Historia
W 1843 roku William Rowan Hamilton opisał kwaterniony, za pomocą których współcześnie niekiedy opisuje się iloczyn wektorowy. Niezależnie, w tym samym okresie, tj. w roku 1844, Hermann Günther Grassmann zdefiniował tzw. „iloczyn geometryczny” bez odwoływania się jawnie do operacji „mnożenia” wektorów.
Grassman, zainspirowany pracami Hamiltona, opublikował drugą wersję swojego traktatu, która okazała się znacznie przystępniejsza; również Hamilton wyraził się pochlebnie po zapoznaniu się z nią. W dalszej kolejności James Clerk Maxwell użył teorii kwaternionów w fizyce, zaś William Kingdon Clifford pod wpływem prac Grassmanna i Hamiltona, z wyraźnym wskazaniem na pierwszego z nich, sformalizował dziedzinę nazywaną dziś analizą wektorową. Opierając się na powstałej teorii, w tym na pracach Clifforda i Maxwella, Josiah Willard Gibbs wydał w 1881 roku Elements of Vector Analysis Arranged for the Use of Students of Physics. Choć fizycy szybko przyjęli formalizm Gibbsa, to do matematyki znalazł on drogę znacznie później i dopiero po kilku modyfikacjach; o początkowej niechęci matematyków mogą świadczyć słowa Petera Guthriego Taita z jego przedmowy do trzeciego wydania swojego traktatu o kwaternionach, w której nazywa on nowy formalizm Gibbsa „pewnego rodzaju hermafrodytycznym potworem zestawionym z notacji Hamiltona i Grassmanna”.

## Znak a orientacja

Znajdowanie zwrotu iloczynu wektorowego za pomocą reguły prawej dłoni

W dowolnej przestrzeni kartezjańskiej można wyróżnić dwa rodzaje baz uporządkowanych: zgodnych z bazą standardową i z nią niezgodnych. Baza uporządkowana przestrzeni kartezjańskiej jest zorientowana dodatnio, jeżeli ma tę samą orientację co baza kanoniczna, tzn. wyznacznik macierzy przejścia od tej bazy do bazy kanonicznej jest dodatni. O bazach, które nie są zorientowane dodatnio, mówi się, że są zorientowane ujemnie.
W ten sposób w przestrzeni jednowymiarowej można wybrać jeden wektor, który będzie tworzył bazę zorientowaną dodatnio lub ujemnie; w przestrzeni dwuwymiarowej dowolny niezerowy wektor można uzupełnić do bazy dodatnio lub ujemnie zorientowanej, podobnie ma się rzecz dla pary (liniowo niezależnych) wektorów uzupełnianej o wektor w przestrzeni trójwymiarowej – można to uczynić na dwa sposoby, uzyskując układ wektorów zgodny z bazą standardową lub do niej przeciwny.
Iloczyn wektorowy, tak jak iloczyn skalarny, zależy od metryki przestrzeni euklidesowej, ale w przeciwieństwie do niego zależy również od wyboru orientacji lub „skrętności” tej przestrzeni. Wybór bazy standardowej w powyższej definicji oznacza ustalenie dodatniej (prawoskrętnej) orientacji przestrzeni, która do wyznaczania zwrotu iloczynu wektorowego wymaga użycia reguły prawej dłoni (reguły śruby prawoskrętnej); w przestrzeni o orientacji ujemnej (lewoskrętnej) należy korzystać z reguły lewej dłoni (reguły śruby lewoskrętnej).
Ustalenie orientacji może sprawiać problemy przy zmianie układu (np. odbicie prawoskrętnego układu współrzędnych w lewoskrętny), gdyż zwrot {\displaystyle \mathbf {a} \times \mathbf {b} } powinien być zachowany – trudność tę można rozwiązać, przyjmując, że w ogólnym przypadku iloczyn wektorowy nie jest (prawdziwym) wektorem, lecz pseudowektorem (zob. uogólnienia).

## Własności iloczynu wektorowego
- antyprzemienność,

{\displaystyle \mathbf {a} \times \mathbf {b} =-\mathbf {b} \times \mathbf {a} ,}
- rozdzielność względem dodawania,

{\displaystyle \mathbf {a} \times (\mathbf {b} +\mathbf {c} )=(\mathbf {a} \times \mathbf {b} )+(\mathbf {a} \times \mathbf {c} ),}
- zgodność z mnożeniem przez skalar,

{\displaystyle (r\mathbf {a} )\times \mathbf {b} =\mathbf {a} \times (r\mathbf {b} )=r(\mathbf {a} \times \mathbf {b} )}
- tożsamość Jacobiego:

{\displaystyle \mathbf {a} \times (\mathbf {b} \times \mathbf {c} )+\mathbf {b} \times (\mathbf {c} \times \mathbf {a} )+\mathbf {c} \times (\mathbf {a} \times \mathbf {b} )=0.}
- Iloczyn wektorowy nie ma własności skracania: tzn. z równości {\displaystyle \mathbf {a} \times \mathbf {b} =\mathbf {a} \times \mathbf {c} ,\mathbf {a} \neq 0} na ogół nie wynika {\displaystyle \mathbf {b} =\mathbf {c} .}
Istotnie, wystarczy wskazać jakieś wektory {\displaystyle \mathbf {a} ,\mathbf {b} ,\mathbf {c} ,\quad \mathbf {a} \neq 0,\mathbf {b} \neq \mathbf {c} ,} dla których zachodzi {\displaystyle \mathbf {a} \times \mathbf {b} =\mathbf {a} \times \mathbf {c} .}
Niech więc {\displaystyle \mathbf {b} ,\mathbf {c} } będą liniowo niezależnymi wektorami i niech {\displaystyle \mathbf {a} =\mathbf {b} -\mathbf {c} .}
Wówczas oczywiście {\displaystyle \mathbf {a} \neq 0} oraz
{\displaystyle \mathbf {a} \times \mathbf {b} =(\mathbf {b} -\mathbf {c} )\times \mathbf {b} =\mathbf {b} \times \mathbf {b} -\mathbf {c} \times \mathbf {b} =-\mathbf {c} \times \mathbf {b} =\mathbf {b} \times \mathbf {c} }
{\displaystyle \mathbf {a} \times \mathbf {c} =(\mathbf {b} -\mathbf {c} )\times \mathbf {c} =\mathbf {b} \times \mathbf {c} -\mathbf {c} \times \mathbf {c} =\mathbf {b} \times \mathbf {c} }

Stąd {\displaystyle \mathbf {a} \times \mathbf {b} =\mathbf {a} \times \mathbf {c} .}

## Obliczanie

### Zapis we współrzędnych
Wektory jednostkowe {\displaystyle \mathbf {i} ,\mathbf {j} ,\mathbf {k} } danego ortogonalnego układu współrzędnych spełniają poniższe równości:
{\displaystyle \mathbf {i} \times \mathbf {j} =\mathbf {k} ,\quad \qquad \mathbf {j} \times \mathbf {k} =\mathbf {i} ,\quad \qquad \mathbf {k} \times \mathbf {i} =\mathbf {j} .}
Wspomniane trzy równości wystarczają wraz z antysymetrycznością i dwuliniowością do wyznaczenia iloczynu wektorowego dowolnych dwóch wektorów; w szczególności zachodzą także równości:
{\displaystyle \mathbf {j} \times \mathbf {i} =\mathbf {-} k,\qquad \mathbf {k} \times \mathbf {j} =\mathbf {-} i,\qquad \mathbf {i} \times \mathbf {k} =\mathbf {-} j}
oraz
{\displaystyle \mathbf {i} \times \mathbf {i} =\mathbf {j} \times \mathbf {j} =\mathbf {k} \times \mathbf {k} =\mathbf {0} .}
Korzystając z powyższych reguł, można obliczyć współrzędne iloczynu wektorowego dwóch wektorów bez potrzeby wyznaczania kątów; niech
{\displaystyle \mathbf {a} =a_{1}\mathbf {i} +a_{2}\mathbf {j} +a_{3}\mathbf {k} =(a_{1},a_{2},a_{3})}
oraz
{\displaystyle \mathbf {b} =b_{1}\mathbf {i} +b_{2}\mathbf {j} +b_{3}\mathbf {k} =(b_{1},b_{2},b_{3}).}
Iloczyn wektorowy powyższych wektorów, można obliczyć korzystając z rozdzielności względem dodawania tego działania:
{\displaystyle {\begin{aligned}\mathbf {a} \times \mathbf {b} &=(a_{1}\mathbf {i} +a_{2}\mathbf {j} +a_{3}\mathbf {k} )\times (b_{1}\mathbf {i} +b_{2}\mathbf {j} +b_{3}\mathbf {k} )=\\&=a_{1}\mathbf {i} \times (b_{1}\mathbf {i} +b_{2}\mathbf {j} +b_{3}\mathbf {k} )+a_{2}\mathbf {j} \times (b_{1}\mathbf {i} +b_{2}\mathbf {j} +b_{3}\mathbf {k} )+a_{3}\mathbf {k} \times (b_{1}\mathbf {i} +b_{2}\mathbf {j} +b_{3}\mathbf {k} )=\\&=(a_{1}\mathbf {i} \times b_{1}\mathbf {i} )+(a_{1}\mathbf {i} \times b_{2}\mathbf {j} )+(a_{1}\mathbf {i} \times b_{3}\mathbf {k} )+(a_{2}\mathbf {j} \times b_{1}\mathbf {i} )+(a_{2}\mathbf {j} \times b_{2}\mathbf {j} )+\\&\quad +(a_{2}\mathbf {j} \times b_{3}\mathbf {k} )+(a_{3}\mathbf {k} \times b_{1}\mathbf {i} )+(a_{3}\mathbf {k} \times b_{2}\mathbf {j} )+(a_{3}\mathbf {k} \times b_{3}\mathbf {k} ),\end{aligned}}}
a ponieważ mnożenie przez skalar jest przemienne z mnożeniem wektorów, to
{\displaystyle {\begin{aligned}\mathbf {a} \times \mathbf {b} &=a_{1}b_{1}(\mathbf {i} \times \mathbf {i} )+a_{1}b_{2}(\mathbf {i} \times \mathbf {j} )+a_{1}b_{3}(\mathbf {i} \times \mathbf {k} )+a_{2}b_{1}(\mathbf {j} \times \mathbf {i} )+a_{2}b_{2}(\mathbf {j} \times \mathbf {j} )+\\&\quad +a_{2}b_{3}(\mathbf {j} \times \mathbf {k} )+a_{3}b_{1}(\mathbf {k} \times \mathbf {i} )+a_{3}b_{2}(\mathbf {k} \times \mathbf {j} )+a_{3}b_{3}(\mathbf {k} \times \mathbf {k} ),\end{aligned}}}
czyli zgodnie z powyższymi regułami
{\displaystyle \mathbf {a} \times \mathbf {b} =a_{1}b_{1}\mathbf {0} +a_{1}b_{2}\mathbf {k} +a_{1}b_{3}(-\mathbf {j} )+a_{2}b_{1}(-\mathbf {k} )+a_{2}b_{2}\mathbf {0} +a_{2}b_{3}\mathbf {i} +a_{3}b_{1}\mathbf {j} +a_{3}b_{2}(-\mathbf {i} )+a_{3}b_{3}\mathbf {0} ,}
a więc ostatecznie po wyłączeniu wspólnych wyrazów jest
{\displaystyle \mathbf {a} \times \mathbf {b} =(a_{2}b_{3}-a_{3}b_{2})\mathbf {i} +(a_{3}b_{1}-a_{1}b_{3})\mathbf {j} +(a_{1}b_{2}-a_{2}b_{1})\mathbf {k} =(a_{2}b_{3}-a_{3}b_{2},a_{3}b_{1}-a_{1}b_{3},a_{1}b_{2}-a_{2}b_{1}).}

### Mnemotechniki
Zgodnie z interpretacją geometryczną definicję iloczynu wektorowego można przedstawić również jako wyznacznik macierzy formalnej:
{\displaystyle \mathbf {a} \times \mathbf {b} ={\begin{vmatrix}\mathbf {i} &\mathbf {j} &\mathbf {k} \\a_{1}&a_{2}&a_{3}\\b_{1}&b_{2}&b_{3}\end{vmatrix}}.}
Wyznacznik ten można obliczyć za pomocą reguły Sarrusa,
{\displaystyle \mathbf {a} \times \mathbf {b} =a_{1}b_{2}\mathbf {k} +a_{2}b_{3}\mathbf {i} +a_{3}b_{1}\mathbf {j} -a_{3}b_{2}\mathbf {i} -a_{1}b_{3}\mathbf {j} -a_{2}b_{1}\mathbf {k} ,}
lub rozwinięcia Laplace’a
{\displaystyle \mathbf {a} \times \mathbf {b} ={\begin{vmatrix}a_{2}&a_{3}\\b_{2}&b_{3}\end{vmatrix}}\mathbf {i} -{\begin{vmatrix}a_{1}&a_{3}\\b_{1}&b_{3}\end{vmatrix}}\mathbf {j} +{\begin{vmatrix}a_{1}&a_{2}\\b_{1}&b_{2}\end{vmatrix}}\mathbf {k} ,}
co w obu przypadkach daje składowe wektora wynikowego.

### Reprezentacja macierzowa
Niech symbol {\displaystyle [\mathbf {a} ]_{\times }} oznacza macierz antysymetryczną
{\displaystyle {\begin{bmatrix}0&-a_{3}&a_{2}\\a_{3}&0&-a_{1}\\-a_{2}&a_{1}&0\end{bmatrix}}.}
Wówczas iloczyn wektorowy można przedstawić jako mnożenie macierzy przez wektor (działanie endomorfizmu na wektorze),
{\displaystyle \mathbf {a} \times \mathbf {b} =[\mathbf {a} ]_{\times }\mathbf {b} =[\mathbf {b} ]_{\times }^{\mathrm {T} }\mathbf {a} ,}
gdzie {\displaystyle \mathbf {M} ^{\mathrm {T} }} oznacza macierz transponowaną do {\displaystyle \mathbf {M} .} Ponadto jeśli wektor {\displaystyle \mathbf {a} } sam jest iloczynem wektorowym,
{\displaystyle \mathbf {a} =\mathbf {c} \times \mathbf {d} ,}
to
{\displaystyle [\mathbf {a} ]_{\times }=(\mathbf {c} \mathbf {d} ^{\mathrm {T} })^{\mathrm {T} }-\mathbf {c} \mathbf {d} ^{\mathrm {T} }.}
Z ogólnych własności iloczynu wektorowego wynika natychmiast, że
{\displaystyle [\mathbf {a} ]_{\times }\mathbf {a} =\mathbf {0} } oraz {\displaystyle \mathbf {a} ^{\mathrm {T} }[\mathbf {a} ]_{\times }=\mathbf {0} ,}
zaś z antysymetryczności {\displaystyle [\mathbf {a} ]_{\times }} jest
{\displaystyle \mathbf {b} ^{\mathrm {T} }[\mathbf {a} ]_{\times }\mathbf {b} =0.}

### Notacja indeksowa
Iloczyn wektorowy
{\displaystyle \mathbf {a} \times \mathbf {b} =\mathbf {c} }
można przedstawić zwięźle za pomocą symbolu Leviego-Civity, {\displaystyle \varepsilon _{ijk},} jako
{\displaystyle c_{i}=\sum _{j=1}^{3}\sum _{k=1}^{3}\varepsilon _{ijk}a_{j}b_{k},}
gdzie, jak wyżej, indeksy {\displaystyle i,j,k} odpowiadają ortogonalnym składowym wektorów. Ta charakteryzacja często przedstawiana jest w jeszcze bardziej zwarty sposób w konwencji sumacyjnej Einsteina jako
{\displaystyle c_{i}=\varepsilon _{ijk}a_{j}b_{k}.}
Reprezentacja ta jest jeszcze jedną postacią antysymetrycznej reprezentacji iloczynu wektorowego:
{\displaystyle \varepsilon _{ijk}a_{j}=[\mathbf {a} ]_{\times }.}

## Wzór Lagrange’a
Iloczyn wektorowy nie jest łączny, czyli w ogólności:
{\displaystyle \mathbf {a} \times (\mathbf {b} \times \mathbf {c} )\neq (\mathbf {a} \times \mathbf {b} )\times \mathbf {c} .}
Podwójnym iloczynem wektorowym wektorów {\displaystyle \mathbf {a} ,\mathbf {b} ,\mathbf {c} } nazywa się wyrażenie:
{\displaystyle \mathbf {a} \times (\mathbf {b} \times \mathbf {c} ).}
Z własności iloczynu wektorowego zachodzą równości:
{\displaystyle (\mathbf {a} \times \mathbf {b} )\times \mathbf {c} =-\mathbf {c} \times (\mathbf {a} \times \mathbf {b} ).}
Ponadto prawdziwy jest wzór Lagrange’a, który łączy podwójny iloczyn wektorowy z iloczynem skalarnym:
{\displaystyle \mathbf {a} \times (\mathbf {b} \times \mathbf {c} )=\mathbf {b} (\mathbf {a} \cdot \mathbf {c} )-\mathbf {c} (\mathbf {a} \cdot \mathbf {b} )}.
W celu zapamiętania prawej strony równania stosuje się zabiegi mnemotechniczne „bac minus cab”. Wzór Lagrange’a wykorzystuje się często w fizyce przy upraszczaniu wyrażeń wektorowych. W przypadku gradientów, istotnym w analizie wektorowej, wzór ten przyjmuje postać
{\displaystyle {\begin{aligned}\nabla \times (\nabla \times \mathbf {f} )&=\nabla (\nabla \cdot \mathbf {f} )-(\nabla \cdot \nabla )\mathbf {f} \\&=\mathrm {grad} (\mathrm {div} \;\mathbf {f} )-\Delta \mathbf {f} .\end{aligned}}}
Jest to zarazem przypadek szczególny ogólniejszego operatora Laplace’a-de Rhama {\displaystyle \Delta =d\delta +\delta d.}

## Iloczyn mieszany

Rys 1. Pole równoległoboku jako moduł iloczynu wektorowego.

Rys 2. Objętość równoległościanu wyznaczona za pomocą iloczynów skalarnego i wektorowego; linie przerywane pokazują rzuty na oraz na w pierwszym kroku znajdowania iloczynów skalarnych.

Długość iloczynu wektorowego wektorów {\displaystyle \mathbf {a} } i {\displaystyle \mathbf {b} ,} to z określenia pole powierzchni równoległoboku o bokach będących tymi wektorami (zob. rys. 1). Z pomocą iloczynu wektorowego definiuje się iloczyn mieszany trójki wektorów {\displaystyle \mathbf {a} ,\mathbf {b} ,\mathbf {c} } wzorem
{\displaystyle (\mathbf {a} \ \mathbf {b} \ \mathbf {c} )=\mathbf {a} \cdot (\mathbf {b} \times \mathbf {c} ).}
W szczególności, zachodzi wzór
{\displaystyle (\mathbf {a} \times \mathbf {b} )\cdot \mathbf {c} =\mathbf {a} \cdot (\mathbf {b} \times \mathbf {c} ).}
Iloczyn mieszany trójki wektorów jest równy objętości równoległościanu o bokach będących danymi wektorami (zob rys. 2).

## Związki z iloczynem skalarnym
Iloczyny wektorowy i skalarny są ze sobą związane równością
{\displaystyle |\mathbf {a} \times \mathbf {b} |^{2}=|\mathbf {a} |^{2}|\mathbf {b} |^{2}-(\mathbf {a} \cdot \mathbf {b} )^{2}.}
Prawa strona tej równości to wyznacznik Grama wektorów {\displaystyle \mathbf {a} } oraz {\displaystyle \mathbf {b} ,,} czyli kwadrat pola równoległoboku wyznaczanego przez te wektory (to spostrzeżenie znajduje zastosowanie w uogólnieniu przedstawionym w sekcji algebra wieloliniowa). Warunek ten opisuje długość iloczynu tych wektorów; wraz z wymaganiem ortogonalności iloczynu wektorowego do swoich czynników {\displaystyle \mathbf {a} } i {\displaystyle \mathbf {b} } umożliwia on podanie alternatywnej definicji iloczynu wektorowego: korzystając z własności iloczynu skalarnego, można wyrazić długość za pomocą kąta,
{\displaystyle \cos \theta ={\frac {\mathbf {a} \cdot \mathbf {b} }{|\mathbf {a} ||\mathbf {b} |}},}
co z powyższą tożsamością daje
{\displaystyle |\mathbf {a} \times \mathbf {b} |^{2}=|\mathbf {a} |^{2}|\mathbf {b} |^{2}\left(1-\cos ^{2}\theta \right).}
Zgodnie z regułą jedynki trygonometrycznej zachodzi równość:
{\displaystyle |\mathbf {a} \times \mathbf {b} |=|\mathbf {a} ||\mathbf {b} |\sin \theta ,}
która była punktem wyjścia dla długości iloczynu wektorowego w interpretacji geometrycznej.
Tożsamość daną wzorem
{\displaystyle \sum _{1\leqslant i<j\leqslant n}\!\!(a_{i}b_{j}-a_{j}b_{i})^{2}=|\mathbf {a} |^{2}|\mathbf {b} |^{2}-(\mathbf {a} \cdot \mathbf {b} )^{2},}
gdzie {\displaystyle \mathbf {a} } i {\displaystyle \mathbf {b} } mogą być wektorami {\displaystyle n}-wymiarowymi nazywa się tożsamością Lagrange’a. W przypadku {\displaystyle n=3} umożliwia ona wyrażenie długości iloczynu wektorowego za pomocą jego składowych:
{\displaystyle |\mathbf {a} \times \mathbf {b} |^{2}=\!\!\sum _{1\leqslant i<j\leqslant 3}\!\!(a_{i}b_{j}-a_{j}b_{i})^{2}=(a_{1}b_{2}-b_{1}a_{2})^{2}+(a_{2}b_{3}-a_{3}b_{2})^{2}+(a_{3}b_{1}-a_{1}b_{3})^{2}.}
Ten sam wynik uzyskuje się bezpośrednio, korzystając ze składowych iloczynu wektorowego otrzymanych ze wzoru wyznacznikowego. Równanie Lagrange’a w {\displaystyle \mathbb {R} ^{3}} jest przypadkiem szczególnym multiplikatywności {\displaystyle |\mathbf {vw} |=|\mathbf {v} ||\mathbf {w} |} normy algebry kwaternionów (zob. kwaterniony).
Jest to zarazem przypadek szczególny innego wzoru, również nazywanego niekiedy tożsamością Lagrange’a, będącego trójwymiarowym przypadkiem tożsamości Bineta-Cauchy’ego:
{\displaystyle (\mathbf {a} \times \mathbf {b} )\cdot (\mathbf {c} \times \mathbf {d} )=(\mathbf {a} \cdot \mathbf {c} )(\mathbf {b} \cdot \mathbf {d} )-(\mathbf {a} \cdot \mathbf {d} )(\mathbf {b} \cdot \mathbf {c} ).}
Jeśli {\displaystyle \mathbf {a} =\mathbf {c} } oraz {\displaystyle \mathbf {b} =\mathbf {d} ,} to wyrażenie to upraszcza się do powyższego.
Istnieje również własność łącząca iloczyn wektorowy z iloczynem mieszanym:
{\displaystyle (\mathbf {a} \times \mathbf {b} )\times (\mathbf {a} \times \mathbf {c} )={\Big (}\mathbf {a} \cdot (\mathbf {b} \times \mathbf {c} ){\Big )}\mathbf {a} .}

## Uogólnienia

### Algebry Liego
Grupa ortogonalna {\displaystyle \mathrm {O} (3)} to podgrupa grupy euklidesowej {\displaystyle \mathrm {E} (3),,} czyli grupy izometrii przestrzeni {\displaystyle \mathbb {R} ^{3},} która zawiera wyłącznie izometrie zachowujące początek. Podgrupa {\displaystyle \mathrm {SO} (3)} grupy {\displaystyle \mathrm {O} (3)} zawiera z kolei zaś tylko te izometrie zachowujące początek, które dodatkowo nie zmieniają orientacji przestrzeni – jest to grupa symetrii (trójwymiarowej) sfery i wszystkich obiektów o symetrii sferycznej względem środka tej sfery.
Iloczyn wektorowy jest jednym z prostszych nawiasów Liego, tzn. dwuargumentowych działań spełniających aksjomaty wieloliniowości, antysymetryczności i tożsamość Jacobiego; przestrzenie liniowe wyposażone w nawiasy Liego nazywa się algebrami Liego, które bada dział matematyki nazywany teorią Liego. Innym przykładem algebry Liego na {\displaystyle \mathbb {R} ^{3}} jest algebra Heisenberga, w której nawias Liego opisany jest za pomocą zależności {\displaystyle [\mathbf {i} ,\mathbf {j} ]=\mathbf {k} } oraz {\displaystyle [\mathbf {i} ,\mathbf {k} ]=[\mathbf {j} ,\mathbf {k} ]=0.}
Przedstawione wyżej własności opisują iloczyn wektorowy jako nieparzyste (antysymetryczne) przekształcenie dwuliniowe, które jako działanie nie jest ani łączne, ani przemienne. Przestrzeń liniowa wyposażona w iloczyn wektorowy tworzy więc nieprzemienną, niełączną algebrę nad ciałem, która jest algebrą Liego {\displaystyle {\mathfrak {so}}(3)} rzeczywistej grupy ortogonalnej w trzech wymiarach, SO(3), z iloczynem wektorowym pełniącym rolę nawiasu Liego – pominięcie struktury afinicznej {\displaystyle \mathbb {R} ^{3}} oznacza wybór podalgebry {\displaystyle {\mathfrak {o}}(3),} w której zachowywany jest początek (brak przesunięć), z kolei ustalenie orientacji (brak odbić) oznacza dalsze zawężenie do podalgebry {\displaystyle {\mathfrak {so}}(3),} związanych odpowiednio z podgrupami grupy izometrii {\displaystyle \mathrm {O} (3)} oraz {\displaystyle \mathrm {SO} (3).} Ograniczenie to jest równoważne z wymaganiem, by endomorfizmy tej przestrzeni zachowywały iloczyn skalarny.
Dla danego elementu {\displaystyle \mathbf {a} } algebry Liego {\displaystyle \mathbb {R} ^{3}} działanie dołączone elementu {\displaystyle \mathbf {a} } na {\displaystyle \mathbb {R} ^{3}} definiuje się jako endomorfizm (liniowy) {\displaystyle \mathrm {ad} _{\mathbf {a} }\colon \mathbb {R} ^{3}\to \mathbb {R} ^{3}} dany wzorem
{\displaystyle \mathrm {ad} _{\mathbf {a} }(\mathbf {b} )=[\mathbf {a} ,\mathbf {b} ]=\mathbf {a} \times \mathbf {b} }
dla dowolnego {\displaystyle \mathbf {b} } z przestrzeni {\displaystyle \mathbb {R} ^{3}.} Endomorfizmy przestrzeni {\displaystyle \mathbb {R} ^{3}} można utożsamiać z macierzami stopnia 3, przy czym zawężenie działania {\displaystyle \mathrm {ad} _{\mathbf {a} }} do {\displaystyle {\mathfrak {so}}(3)} odpowiada zawężeniu klasy macierzy do macierzy antysymetrycznych. Tłumaczy to istnienie wzajemnie jednoznacznego odwzorowania między mnożeniem wektorowym przez ustalony wektor {\displaystyle \mathbf {a} ,} a zbiorem macierzy antysymetrycznych stopnia 3 opisanych w sekcji reprezentacja macierzowa.

### Kwaterniony i oktoniony
Iloczyn wektorowy można opisać za pomocą kwaternionów. Wektory jednostkowe {\displaystyle \mathbf {i} ,\mathbf {j} ,\mathbf {k} } odpowiadają obrotom o 180° względem odpowiednich osi, tzn. obrotom reprezentowanym przez kwaterniony czyste (tzn. z zerową częścią skalarną) o normach jednostkowych.
W ten sposób zależności między {\displaystyle \mathbf {i} ,\mathbf {j} ,\mathbf {k} } w iloczynie skalarnym zgadzają się z multiplikatywnymi zależnościami między kwaternionami {\displaystyle \mathbf {i} ,\mathbf {j} ,\mathbf {k} .} Ogólniej, niech wektorowi postaci {\displaystyle (a_{1},a_{2},a_{3})} odpowiada kwaternion {\displaystyle a_{1}\mathbf {i} +a_{2}\mathbf {j} +a_{3}\mathbf {k} ,} wtedy iloczyn wektorowy odpowiada wzięciu części nierzeczywistej iloczynu kwaternionów; część rzeczywista to ujemny iloczyn skalarny dwóch wektorów. Utożsamiając kwaterniony czyste z {\displaystyle \mathbb {R} ^{3},} można myśleć o iloczynie wektorowym jak o połowie komutatora dwóch kwaternionów, co opisano również dalej.
Konstrukcję iloczynu przeprowadzoną z użyciem orientacji i struktury metrycznej (poprzez niejawne wykorzystanie funkcji trygonometrycznych bądź iloczynu skalarnego, zob. sekcja definicja) dla trzech wymiarów można powtórzyć dla {\displaystyle n} wymiarów tak, by biorąc iloczyn {\displaystyle n-1} wektorów, uzyskać wektor prostopadły do nich wszystkich. Jeśli jednak iloczyn ma być nietrywialnym iloczynem dwuargumentowym dającym w wyniku wektory, to można ją wykonać wyłącznie w trzech i siedmiu wymiarach. Wynika to z faktu, iż jedynymi unormowanymi algebrami z dzieleniem są te o wymiarach 1, 2, 4 oraz 8, o czym mówi twierdzenie Hurwitza. Iloczyn wektorów siedmiowymiarowych jest tym samym związany z oktonionami w podobny sposób do tego, jak iloczyn wektorów trójwymiarowych jest związany z kwaternionami.